# James FitzGerald, XIV conde de Desmond

Irlanda, mostrando el Condado de Desmond en el suroeste

James (Séamus) FitzJohn Fitzgerald (muerto el 27 de octubre de 1558) fue un noble irlandés, segundo hijo de John FitzGerald, de facto XII conde de Desmond, y Móre O'Brien, hija de Donogh O'Brien de Carrigogunnell, Lord de Pobble. Llevó el título de Conde de Desmond de 1536 hasta su muerte en 1558.
Tras empezar su vigencia aliándose con grupos rebeldes en Irlanda, el XIV conde de Desmond obtuvo finalmente el favor de la Corona, siendo nombrado Lord Tesorero de Irlanda en 1547, cargo que mantuvo hasta su muerte.

## Primeros años
Inmediatamente a la muerte de su padre en junio de 1536, James Fitzgerald asumió la posición y el título de Conde de Desmond. Para apoyar su posición, Fitzgerald se unió con Connor O'Brien de Thomond, cabeza del partido disidente en Irlanda. El gobierno, que acababa de suprimir la rebelión de Silken Thomas Fitzgerald, conde de Kildare, resolvió atacar y el 25 de julio de 1536, Lord Leonard Grey, Lord Diputado de Irlanda marchó contra él. Cruzando la frontera en Cashel, Grey buscó separar a Fitzgerald de O'Brien, "para que podamos enfrentarnos con uno de cada vez." Grey ocupó el castillo de Fitzgerald en Lough Gur, cuyas puertas y ventanas habían sido arrancadas y el techo incendiado por los Fitzgerald. El castillo fue entregado al Conde de Ormond.

### Reclamación del título de conde
Fitzgerald "se mostró en gestos y comunicación muy razonable", y ofreció entregar a sus dos hijos como rehenes, y someter sus reclamaciones al condado a la decisión de Lord Grey. La reclamación de Fitzgerald fue renovada en diciembre del mismo año. "Y hasta donde puedo percibir," escribió Grey a Thomas Cromwell en febrero de 1537, "lo que le retiene de inclinarse al placer de la gracia del rey es el miedo  y la duda que él y todos los Geraldines en Munster tienen en Lord James Butler, por la malicia antigua que ha envenenado sus sangres, y principalmente porque aquel reclame por su mujer el título de conde  de Desmond."
Grey argumentó en favor de las reclamaciones de Fitzgerald. En agosto de 1538, Anthony St Leger, que servía en la comisión "para que el orden y la estabilidad tocara todo el estado de Irlanda," fue aconsejado por Cromwell "para que manejar al mencionado James de manera suave." Consiguientemente, el 15 de septiembre, Fitzgerald fue invitado a entregar sus reclamaciones a los comisarios en Dublín. Sospechando su intención,  declinó ponerse en sus manos, aunque firmó artículos de sumisión y envió a su primogénito como prueba de buena fe. Las negociaciones continuaron retrasándose. En Mazo de 1538, los comisarios escribieron que Fitzgerald "no sólo había puesto a su hijo, según su promesa inicial, en manos de Sir William Wyse de Waterford para sernos entregado, sino que también ha afirmado por su secretario y por escrito todo lo prometido."

### La posibilidad de fortuna
Fitzgerald tenía buenas razones para ser cauto. La facción Ormonde en el consejo, violentamente enfrentada a Grey y St Leger, se empleaba diligentemente para lograr su ruina. En julio de 1539, John Allen relató a Cromwell cómo el "pretendido Conde de Desmond" se había confederado con O'Donnell y O'Neill "para hacer insurrección contra la majestad del rey y sus súbditos, no sólo para el exilio y destrucción de ellos, sino también para llevar, instalar, y restaurar al joven Gerald (el único varon superviviente de la casa de Kildare) a todas las posesiones y pre-eminencias de su padre; y finalmente entre ellos excluir al rey de todas sus regalías en esta tierra."
En abril de 1540 el consejo informó a Enrique VIII de Inglaterra que "el sirviente de vuestra gracia James Fitzmaurice, que reclamaba ser Conde de Desmond, fue cruelmente muerto el viernes antes del domingo de Ramos, de desgraciada casualidad, por Maurice FitzJohn Fitzgerald, hermano de James FitzJohn Fitzgerald, entonces usurpador del condado de Desmond. Después de que se hubiera cometido el asesinato el mencionado James Fitzjohn recurrió inmediatamente recurrió a vuestra ciudad de Youghal, donde fue bien recibido y entretenido, y antes de partir entró en todas las guarniciones del condado de Cork como diputado de vuestra majestad, con la asistencia de vuestro ejército y yo, el Conde de Ormonde, obtuvo antes de la última navidad."
Ormonde fue enviado a parlamentar con Fitzgerald, que rechazó confiar en él. A la llegada de St Leger como diputado, sin embargo, Fitzgerald renovó su oferta de sumisión, y prometió, bajo promesa de su seguridad, reunirse con él en Cashel. Esto hizo y renunció a la supremacía del Papa. "Y entonces," escribió St Leger, "considerando la gran diferencia entre el Conde de Ormonde y él, respecto del título del conde de Desmond ... yo y mis compañeros pensamos que no sería bueno dejar que el cáncer permanezca, sino que trabajemos en ambos lados para poner un final al título dicho."

### Investidura
St Leger dio a Enrique una opinión favorable sobre el conde, calificándole como sabio y discreto,e informando de que había jurado ante el consejo y adoptado las vestiduras inglesas. Esta conducta conciliadora permitió a St Leger, en la opinión de Justice Cusack, ganarse la obediencia de la provincia entera de Munster.
En julio de 1541, James Fitzgerald fue nombrado principal ejecutor de las "ordenanzas para la reforma de Irlanda" en Munster. En prenda de la renuncia de los privilegios reclamados por sus antepasados de no ser obligados a asistir a los grandes consejos del reino, asistió a un parlamento celebrado en Dublín. En junio de 1542 visitó Inglaterra, donde fue graciosamente recibido por el rey, su título fue reconocido y el rey escribió al consejo irlandés "que el Conde de Desmond se ha sometido aquí de manera tan honesta, baja, y humilde hacia nosotros, que hemos concebido una esperanza muy grande de que pruebe ser un hombre de gran honor, verdad, y buen servicio". No falló en justificar esta opinión, durante el resto de su vida. El 9 de julio de 1543 recibió una concesión de la corona de arrendamiento de la abadía de Santa María en Dublín.
El hijo de Enrique, Eduardo VI, le nombró Lord Tesorero  de Irlanda a la muerte del Conde de Ormonde (por patente del 29 de marzo de 1547). Durante el gobierno de Edward Bellingham fue acusado de traición, y habiendo rechazado una orden perentoria de presentarse en Dublín, fue hecho prisionero por el lord diputado en pleno invierno de 1548. No obstante, fue liberado y ratificado en su cargo por la Reina María I.

## Matrimonios y progenie
James Fitzgerald se casó cuatro veces: primero, con Joan Roche, hija de Maurice Roche, matrimonio que fue anulado por consanguinidad (Lord Fermoy, su suegro, era sobrino suyo ) y su hijo, Sir Tomás Ruadh Fitzgerald de Conna, desheredado.
James Fitzgerald se casó a continuación con Móre O'Carroll, hija de Sir Maolrony McShane O'Carroll, Lord de Ely, con quien tuvo a Géaroîd, su heredero, así como otro hijo, Seán, y cuatro hijas. Móre O'Carroll murió en 1548.
La tercera mujer de Fitzgerald fue Caitríona Butler, segunda hija de Piers Butler, VIII conde de Ormond, y viuda de Richard, Barón le Poer. Caitríona murió en Askeaton el 17 de marzo de 1553.
Su último matrimonio fue con Evelyn Mór MacCarthy, hija de Donal MacCormac, MacCarthy Môr, con quien  tuvo un hijo, Sir Séamus-Sussex Fitzgerald que murió en 1580, y una hija, Elinor.

## Muerte
En el verano de 1558 el XIV conde de Desmond cayó gravemente enfermo, y murió en Askeaton el jueves, 27 de octubre. Fue enterrado en la abadía de los Frailes Blancos en Tralee. Medio siglo después de su muerte, los cronistas de los Anales de Cuatro Maestros observaron, "La pérdida de este buen hombre bueno fue dañina para el país; porque no había necesidad de vigilar ganado o cerrar puertas desde Dun-caoin, en Kerry, a la verde reunión de las tres aguas, en los confines de la provincia de Eochaidh, el hijo de Lachta y Leinster."